# Pedro VI van Kongo
Pedro VI van Kongo, ook bekend als Mbemba, was koning van het Koninkrijk Kongo van 1896 tot 1910. Toen hij in 1896 de troon besteeg, was hij nog te jong om zelfstandig te regeren, waardoor zijn oom Henrique IV van Kongo tot 1901 als regent optrad. Pedro VI overleed in 1910. Er wordt gespeculeerd dat hij mogelijk de grootvader was van José Eduardo dos Santos. Zijn oudste zoon, Manuel Nkomba van Kongo, volgde hem in 1910 op, maar overleed een jaar later.